# Wham!
Wham! je bil angleški glasbeni duet, ki sta ga sestavljala George Michael in Andrew Ridgeley v začetku 80. let 20. stoletja. V ZDA je bil duet znan pod imenom Wham! UK zaradi konflikta z istoimensko ameriško skupino. Skupina Wham! je med letoma 1982 in 1986 prodala več kot 25 milijonov plošč.

## Zgodovina
Michael in Ridgeley sta se prvič srečala na šoli Bushey Meads School v Busheyju, v bližini mesta Watford v Hertfordshiru. Najprej sta nastopala v kratkotrajni ska skupini "The Executive" skupaj z Davidom (Austinom) Mortimerjem, Harryjem Tadayonom in Andrewom Leaverjem. Ko je skupina razpadla sta Michael in Ridgeley ustanovila duet Wham! in sklenila pogodbo z založbo Innervision Records.
Michael je prevzel večino funkcij dueta, saj je deloval kot skladatelj, producent, pevec in občasno instrumentalist. Kot najstnika sta sebe predstavljala kot hedonistična mladeniča, ponosna na življenje v brezskrbnem svetu brez dela ali obveznosti. Ta predstava je odmevala v njunih najzgodnejših singlih, ki so duetu prinesli sloves protestne plesne skupine.
Debitantska izdaja dueta je bil singl "Wham Rap! (Enjoy What You Do)", ki je izšel junija 1982. Dvojna A-stran je vsebovala "Social Mix" in "Anti-Social Mix". BBC skladbe ni predvajal zaradi psovk v Anti-Social Mixu. Za vsako izvedbo je bil posnet videospot.
Oktobra 1982 je izšel singl "Young Guns (Go for It!)". Singl se v Združenem kraljestvu ni uvrstil med top 40 na lestvici, vendar je bil, po nenadni odstranitvi neke točke, vseeno predstavljen v BBC oddaji Top of the Pops.

### Prvi uspehi
Prvi manager dueta je bil Bryan Morrison. Efekt dueta Wham! je bilo močno čutiti zlasti po končani izvedbi skladbe "Young Guns (Go for It!)" v oddaji Top of the Pops. Michael je nosil espadrilje, odpeto jakno iz semiša in denim kavbojke. Ridgeley je stal za Michaelom, obdan s spremljevalnima plesalkama Dee C. Lee in Shirlie Holliman. Skladba je začela napredovati po lestvici in je decembra dosegla 3. mesto. Naslednje leto je Dee C. Lee začela sodelovati s Paulom Wellerjem v skupini The Style Council, zato jo je nadomestila Pepsi DeMacque. Hollimanova in DeMacquejeva sta kasneje začeli nastopati kot duet Pepsi & Shirlie.
Singlu "Young Guns (Go for It!)" je sledila ponovna izdaja singla "Wham Rap! (Enjoy What You Do)" ter singla "Bad Boys" in "Club Tropicana". Konec leta 1983 je duet Wham! tekmoval proti pop rivalom Duran Duran in Culture Club kot največja britanska pop skupina. Njun debitantski album Fantastic je leta 1983 dva tedna držal 1. mesto na britanski lestvici albumov.

### Pravni spori z založbo Innervision
Kmalu potem se je Ridgeley začel zavedati pravnih težav z njuno prvotno pogodbo z založbo Intervision. Medtem ko se je odvijala pravna bitka, je založba Innervision izdala skladbe z albuma Fantastic pod imenom "Club Fantastic Megamix". Wham! se je javno odpovedal izdaji in je pozval oboževalce naj je ne kupujejo. Po vsem tem pravnem mešetarjenju, je založba priznala, da je prišlo do razlike pri licenčnini v pogodbi z duetom Wham!. Vse to je vodilo do stečaja in propada založbe Innervision leta 1985.

### Menjava založbe in nadaljnji uspeh
Leta 1984 sta Michael in Ridgeley sklenila pogodbo z založbo Epic Records, njun pop izgled pa se je izboljšal. Obe spremembi sta pripomogli k temu, da je naslednji singl dueta, "Wake Me Up Before You Go-Go" dosegel vrhove lestvic po svetu. Postal je njun prvi singl, ki je dosegel vrh britanske in ameriške lestvice. Posnet je bil tudi videospot, v katerem poleg Michaela in Ridgeleyja nastopa še duet Pepsi & Shirlie, vsi pa nosijo majice s sloganom "CHOOSE LIFE" in "GO GO", ki jih je oblikovala Katharine Hamnett.
Naslednji singl "Careless Whisper" je izšel kot solo singl Georgea Michaela, vseeno pa je bil njegov soavtor tudi Ridgeley, ki je bil soavtor vseh singlov skupine, razen "Wham Rap!" in "Club Tropicana". Skladba je bila bolj čustveno obarvana kot prejšnji singli. Hitro se je povzpela na vrh lestvic, v Združenem kraljestvu pa je bilo prodanih več kot 1.3 milijona izvodov tega singla. "Careless Whisper" je označil novo fazo Michaelove kariere, saj se je s tem nekoliko oddaljil od playboy izgleda skupine Wham!. V ZDA je bil singl izdan kot "Wham! featuring George Michael".
Jeseni 1984 je izšel novi singl dueta, "Freedom", ki je dosegel vrh britanske lestvice, bil pa je tudi prvi singl, ki je dosegel vrh britanske lestvice brez promocijskega videospota. Wham! sta kasneje za videospot skladbe izdal videospot z reportažo njune kitajske turneje. "Freedom" je bil duetov tretji prvouvrščeni singl zapored. Novembra sta izdala drugi studijski album, Make It Big, ki se je hitro povzpel na vrh lestvic, duet pa je konec leta 1984 odšel na turnejo.
Decembra 1984 je izšel dvojni singl "Last Christmas/Everything She Wants", ki je postal najbolje prodajani singl, ki je na britanski lestvici dosegel 2. mesto. Na drugem mestu je ostal pet tednov in je 24. najbolje prodajani singl vseh časov v Združenem kraljestvu, kjer je bilo prodanih več kot 1.4 milijona  izvodov singla. Wham! sta vso licenčnino singla donirala za pomoč proti lakoti v Etiopiji. Prihodki prvouvrščenega singla "Do They Know It's Christmas?", ki ga je izvedel Band Aid, so bili prav tako donirani za pomoč proti lakoti v Etiopiji. Michael je tako leta 1984 osvojil prvo mesto lestvice kot solo izvajalec, član dueta Wham! in kot član Band Aida.
Konec leta 1985 je ameriška lestvica Billboard uvrstila singl "Wake Me Up Before You Go-Go" na tretje mesto, skladbo "Careless Whisper" pa na prvo mesto lestvice.

### Kitajska (1985)
Marca 1985 si je skupina vzela odmor od snemanj in je odšla na svetovno turnejo, med katero je kot prva zahodna pop skupina obiskala tudi Kitajsko. Turnejo po Kitajski je oblikoval Simon Napier-Bell, ki je bil eden izmed menedžerjev skupine. Koncerta, ki sta ga Michael in Ridgeley izvedla v delavski telovadnici v Pekingu, se je udeležilo 15.000 ljudi. Obisk Kitajske je sprožil veliko medijsko zanimanje po vsem svetu. Napier-Bell je kasneje priznal, da se je poslužil zvite taktike, da je lahko preprečil namene skupine Queen, ki je hotela postati prva zahodna skupina, ki bi nastopila na Kitajskem: za kitajske avtoritete je pripravil dve brošuri. V eni je predstavil oboževalce skupine Wham! kot prijetno mladino srednjega razreda, v drugi pa je predstavil pevca skupine Queen, Freddieja Mercuryja, v njegovih tipičnih pozah. Kitajci so se nato odločili za skupino Wham!.
Britanski režiser Lindsay Anderson je bil naprošen, da spremlja skupino Wham! na Kitajskem in kasneje posname dokumentarni film o tem obisku. Film se je snemal marca in aprila, dokončan pa je bil poleti v Londonu. Anderson je film poimenoval “If You Were There”.
Ob koncu urejanja filma je menedžment skupine Wham! odpustil celotno filmsko ekipo. Film je bil nato ponovno zmontiran in preimenovan v Foreign Skies: Wham! In China. Leta 2006 je Michaelov menedžer, Andy Stephens, v intervjuju za The Independent dejal, da Andersonova verzija filma ni bila dovolj dobra za prikaz v javnosti.

### Live Aid (1985)
13. julija 1985 sta se Michael in Ridgeley pojavila na koncertu Live Aid, vendar nista nastopila kot Wham!. Michael je skupaj z Eltonom Johnom zapel skladbo "Don't Let the Sun Go Down on Me", Ridgeley pa je sodeloval s Kiki Dee kot spremljevalni vokalist. Septembra je skupina izdala nov singl "I'm Your Man", ki je dosegel vrh britanske lestvice.
Michael je v tistem času začel razmerje z manekenko Kathy Yeung, Ridgeley pa s Keren Woodward, pevko skupine Bananarama. Ridgeley se je v tistem času začel ukvarjati z rallyjem. Ponovno je izšel singl "Last Christmas", ki je tokrat dosegel 6. mesto britanske lestvice, Michael pa je kot spremljevalni vokalist začel sodelovati z drugimi izvajalci. Kot spremljevalni vokalist je sodeloval z Davidom Cassidyjem in z Eltonom Johnom pri singlih "Nikita" (3. mesto) in "Wrap Her Up" (12. mesto), pri kateri je pel tudi glavni vokal.

### Razpad
Michaela je bolj navduševala glasba, ki je bila bolj namenjena za prefinjen odrasli trg, kot glasba, ki jo je snemal skupaj z Ridgeleyjem v duetu Wham!, zato sta spomladi 1986 Michael in Ridgeley razglasila razpad skupine Wham!. Preden sta se dokončno razšla, sta izdala singl "The Edge of Heaven" in kompilacijski album The Final ter izvedla poslovilni koncert "The Final". Po razglasu razpada je Michael rekel: "Mislim, da je to najbolj prijateljski razhod v zgodovini pop glasbe."
Poslovilni singl je junija 1986 dosegel vrh britanske lestvice. "Where Did Your Heart Go?" je bil duetov zadnji singl v ZDA. Zadnja izdaja dueta Wham! je bil dvojni album s kolekcijo vseh singlov. V Severni Ameriki je album izšel pod imenom Music from the Edge of Heaven, ki je vseboval še nekaj alternativnih izvedb.
28. junija 1986 je duet Wham! izvedel poslovilni koncert na stadionu Wembley. Koncert je trajal osem ur, udeležilo pa se ga je 72.000 ljudi. Duet Wham! je deloval pet let in v tem času prodal več kot 25 milijonov albumov in 15 milijonov singlov.

### Po razpadu
Ko je Michael postal solo izvajalec, je več let negativno govoril o duetu Wham!, delno zaradi intenzivnega medijskega poročanja o Ridgeleyju. Michael je govoril o pritisku, ki ga je čutil in o tem, da je bil duet finančno zlorabljen. Zaničljivo je govoril o nekaterih skladbah dueta, predvsem o skladbah z debitantskega albuma Fantastic.
Vseeno pa se je njegov pogled na obdobje dueta Wham!, po nekaj letih, spremenil. Na svojih solo koncertih še vedno izvaja skladbi "I'm Your Man" in "Everything She Wants", eno izmed bolj kritično obravnavanih skladb dueta Wham!.
Andrew Ridgeley se je po razpadu dueta preselil v Monako, kjer se je preizkusil v dirkalni seriji Formula 3. Po majhnem uspehu se je Ridgeley preselil v Los Angeles, kjer je začel s pevsko in igralsko kariero, vendar se je po novem neuspehu, leta 1990 vrnil v Anglijo. Ne glede na to, je založba CBS Records, ki je izkoristila opcijo pogodbe dueta Wham!, ki je zadevala solo albume Michaela in Ridgeleyja, leta 1990 izdala solo album Ridgeleyja, Son of Albert. Po slabi prodaji albuma je založba odklonila možnost drugega albuma.
25. junija 1988, na svoj 25. rojstni dan, je Michael v okviru turneje "Faith World Tour" trikrat igral v National Exhibition Centru v Birminghamu. Med koncertom je postal vidno ganjen, ko so ga na odru presenetili številni člani njegove družine in Andrew Ridgeley, ki je nosil ogromno rojstnodnevno torto. V nadaljevanju je 13.000 glava množica zapela pesem Happy Birthday, Ridgeley pa se je nato Michaelu pridružil pri izvedbi skladbe "I'm Your Man".
Januarja 1991 se je Ridgeley pridružil Michaelu na odru, na njegovem nastopu na koncertu Rock in Rio, ki se je odvil na stadionu Maracana v Riu de Janeiru, v Braziliji.
21. novembra 2009 je bila na britanski televiziji, epizoda oddaje The X Factor, ki je bila posvečena duetu Wham!. Michael je kasneje v finalni epizodi oddaje, skupaj s finalistom in kasnejšim zmagovalcem oddaje, Joejem McElderryjem, izvedel duet "Don't Let the Sun Go Down on Me".
Leta 2012 je Michael dejal, da govorice o ponovni združitvi dueta Wham! ob 30. obletnici njune prve plošče niso resnične.

## Diskografija

### Studijski albumi
- Fantastic (1983)
- Make It Big (1984)
- Music from the Edge of Heaven (1986)

### Kompilacijski albumi
- The Final (1986)
- 12" Mixes (1988)
- The Best of Wham!: If You Were There... (1997)